# Ujung Pulau
Ujung Pulau is een bestuurslaag in het regentschap Lahat van de provincie Zuid-Sumatra, Indonesië. Ujung Pulau telt 1059 inwoners (volkstelling 2010).